# Compsibidion virgatum
Compsibidion virgatum là một loài bọ cánh cứng trong họ Cerambycidae.